# Olympische Sommerspiele 2004/Teilnehmer (Komoren)
| Gelbes Symbol für Goldmedaillen mit stilisierten Olympischen Ringen | Graues Symbol für Silbermedaillen mit stilisierten Olympischen Ringen | Braundes Symbol für Bronzemedaillen mit stilisierten Olympischen Ringen |
| ------------------------------------------------------------------- | --------------------------------------------------------------------- | ----------------------------------------------------------------------- |
| —                                                                   | —                                                                     | —                                                                       |

Die Komoren nahmen an den Olympischen Sommerspielen 2004 in der griechischen Hauptstadt Athen mit drei Sportlern, einer Frau und zwei Männern, teil.

## Teilnehmer nach Sportarten

### Gewichtheben
- Chaehoi Fatihou
Leichtschwergewicht (bis 85 kg): DNF

### Leichtathletik
- Hadhari Djaffar
100 Meter Männer: Vorläufe

- Salhate Djamalidine
400 Meter Hürden Frauen: Vorläufe